# Kullerstads församling
Kullerstads församling var en församling i Linköpings stift inom Svenska kyrkan i Norrköpings kommun. Församlingen upphörde 1 januari 2010 och är nu en del av Norrköpings Borgs församling.
Församlingskyrka var Kullerstads kyrka
2006 fanns i församlingen 4 151 invånare.

## Administrativ historik
Församlingen har medeltida ursprung. 
Församlingen utgjorde till 1562 ett eget pastorat, därefter var den till 1580 annexförsamling i pastoratet Kimstad och Kullerstad. Från 1580 till 1962 utgjorde församlingen ett eget pastorat för att från 1962 till 2010 vara moderförsamling i pastoratet Kullerstad och Vånga som från 2002 även omfattade Skärkinds och Kimstads församlingar. Församlingen upphörde 1 januari 2010 och är nu en del av Norrköpings Borgs församling.
Församlingskod var 058109.

## Kyrkoherdar
Lista över kyrkoherdar. Prästbostaden låg i Vickelby vid Kullerstads kyrka.
| Ämbetstid | Namn                     | Levnadstid | Övrigt                                      |
| --------- | ------------------------ | ---------- | ------------------------------------------- |
| 1382      | Jöniss                   |            |                                             |
| 1383      | Magnus                   |            |                                             |
| 1513–1522 | Johannes Olavi           |            |                                             |
| 1528–1537 | Nicolaus Erici           | –1537      |                                             |
| 1580–1617 | Petrus Nicolai           | –1617      |                                             |
| 1619–1648 | Johannes Bothvidi        | –1648      |                                             |
| 1650      | Jonas Neokylander        | –1650      |                                             |
| 1651–1663 | Jonas Petri Falkius      | –1663      |                                             |
| 1663–1682 | Petrus Corylander        | 1612–1682  |                                             |
| 1682–1691 | Olaus Troman             | 1633–1691  |                                             |
| 1693–1694 | Adamus Wæfver            | –1694      |                                             |
| 1696–1717 | Petrus Tollstadius       | 1651–1717  |                                             |
| 1718–1731 | Johan Netzelius          | 1680–1742  | Senare kyrkoherde i Skällviks församling.   |
| 1731–1776 | Nils Palmærus            | 1700–1776  | Kyrkoherde och prost.                       |
| 1777–1785 | Samuel Palmærus          | 1728–1785  | Kyrkoherde och prost.                       |
| 1786–1808 | Paul Juringius           | 1745–1808  | Även kyrkoherde i Kimstads församling.      |
| 1809–1829 | Samuel Rytzén            | 1755–1829  | Kyrkoherde och prost.                       |
| 1831–1848 | Per Leonard Scherini     | 1772–1848  |                                             |
| 1851–1865 | Paul Johan Könsberg      | 1797–1865  | Kyrkoherde och prost.                       |
| 1868–1871 | Otto Wilhelm Hjohlmanson | 1806–1871  |                                             |
| 1872      | Johan Herman Hallendorff |            | Senare kyrkoherde i Furingstads församling. |
| 1884–     | Jonas Helin              | 1839–      |                                             |

## Klockare och organister
| Ämbetstid | Namn                | Levnadstid | Övrigt                |
| --------- | ------------------- | ---------- | --------------------- |
| 1694      | Bengt               |            | Klockare              |
| 1702–1708 | Sven Håkansson      |            | Klockare              |
| 1702–1711 | Hans Persson        |            | Organist              |
| 1714–1717 | Nils                |            | Klockare              |
| 1720–1726 | Erik                |            | Klockare              |
| 1740–1759 | Johan               |            | Klockare              |
| –1759     | Anders Johansson    | 1703–1759  | Organist              |
| 1759      | Peter Hansson       |            | Organist              |
| 1760–1770 | Petter              |            | Klockare              |
| 1783–1802 | Petter Gistrand     | 1730–1802  | Klockare och organist |
| 1803–1838 | Jonas Skärling      | 1759–1837  | Klockare och organist |
| 1838–1871 | Carl Petersson      | 1804–1882  | Klockare och organist |
| 1882–1894 | Claes Vilhelm Verén | 1842–      | Klockare och organist |